# Ścinarka obrotowa
Ścinarka obrotowa – przyrząd do określania wytrzymałości na ścinanie gruntów budowlanych.
Badanie wykonywane przy jej pomocy jest szybkie i proste, można je jednak wykonać tylko na powierzchni gruntu (na ścianach lub dnie wykopu) albo na próbce o nienaruszonej strukturze. Badanie ścinarką nie zastępuje badań laboratoryjnych. Scinarką obrotową bada się grunty spoiste o oporze na ścinanie w granicach 0-250 kPa.
Ścinarka składa się z wymiennej, okrągłej końcówki z prostopadłymi skrzydełkami, sprężyny, pokrętła i tarczy pomiarowej z podziałką, pokazującą moment ścinający. Końcówki używane w zależności od stanu gruntu mają różną średnicę (od 20 do 40 mm) i wysokość skrzydełek (od 3 do 6 mm).

## Przebieg badania
Do ścinarki montuje się końcówkę odpowiednią do badanego gruntu. Powierzchnię gruntu należy wyrównać i wcisnąć w nią końcówkę na głębokość równą wysokości skrzydełek. Następnie kręcić w prawo pokrętłem (z szybkością ok. 1 podziałki na sekundę) do chwili ścięcia gruntu (wystąpienia maksymalnego oporu).
Wartość oporu na ścinanie uzyskuje się przez przemnożenie zmierzonego momentu przez współczynnik, wynikający z rozmiarów (średnicy i wysokości skrzydełek) końcówki.